# بادله‌دره
بادله دره، روستایی است از توابع بخش یانه‌سر شهرستان بهشهر در استان مازندران ایران.

## جمعیت
این روستا در دهستان شهدا قرار دارد و براساس سرشماری مرکز آمار ایران در سال ۱۳۸۵، جمعیت آن ۶۹ نفر (۲۵خانوار) بوده‌است. مردم بادله دره از قومیت طبری هستند. مردم بادله دره به زبان طبری (مازندرانی) سخن می‌گویند.